# Natività (Carlo Maratta)
La Natività (o Adorazione dei pastori) è un affresco di Carlo Maratta databile intorno agli anni 1650 e custodito nella chiesa di San Giuseppe dei Falegnami a Roma.

## Storia
L'affresco è stato dipinto per decorare l'oratorio della chiesa di San Giuseppe dei Tipini, probabilmente sotto la supervisione di Giovanni Battista Soria, negli anni 1650, probabilmente tra il 1653 e il 1654, anche se il ritorno del Maratta a Roma risale al 1650.
In seguito al crollo del soffitto della chiesa nel 2018 l'affresco, in via precauzionale come altre opere all'interno della chiesa, è stato estratto con l'aiuto di un braccio meccanico e riposto negli uffici del Vicariato.

## Descrizione
Il dipinto ritrae in primo piano la Vergine Maria mentre tiene dolcemente in braccio il figlio Gesù. Nella scena ella è circondata da cinque angeli che guardano con adorazione il bambino appena nato. Lo sfondo nero serve a dar risalto ai colori utilizzati per ritrarre la Vergine, il blu e l'azzurro, mentre i volti dei sei angeli servono a "catturare" la luce sprigionata dal neonato.